# Gabriella Page
Pour les articles homonymes, voir Page.
Gabriella Page, née le 29 octobre 1994 à Montréal, est une escrimeuse canadienne .

## Carrière
Gabriella Page est médaillée de bronze de sabre par équipe aux Championnats panaméricains d'escrime 2012 et aux Championnats panaméricains d'escrime 2013.
Elle est médaillée de bronze en sabre individuel aux Jeux panaméricains de 2015 (en) puis médaillée de bronze de sabre par équipe aux Championnats panaméricains d'escrime 2016.
Aux Championnats panaméricains 2019, elle obtient la médaille d'argent en sabre par équipes et la médaille de bronze en sabre individuel.
Elle est ensuite médaillée de bronze en sabre individuel et médaillée de bronze en sabre par équipes aux Jeux panaméricains de 2019.